# اسپیس راک
اسپیس راک (به انگلیسی: Space rock) یکی از زیر سبک‌های موسیقی پراگرسیو راک است.
موسیقی اسپیس راک در اواخر دههٔ ۱۹۶۰ در آثار گروه‌هایی همچون پینک فلوید*، هاوک ویند* در انگلستان شکل گرفت و در دههٔ ۱۹۷۰ میلادی به اوج خود رسید. ردپای اسپیس راک را می‌توان در سبک‌های دیگر پروگرسیو راک نیز مشاهده نمود، از جمله در کانتربری سین*(همچون گانگ* و استیو هیلیج*)، و در کرات راک* (همچون اش را تمپل*، اش را*، کاسمیک جوکرز* و برین تیکت*). از شاخصه‌های اصلی این سبک در سال‌های ۱۹۶۰ و ۱۹۷۰ می‌توان به وجود بخش‌های بدون کلام طولانی‌مدت در میان ترانه‌ها -با توجه ویژه به سینث‌سایزر-، ریتمهای لنگ و عمدتاً آهسته، اشعار علمی تخیلی و اسطوره وار و استفاده از صداهای محیطی اشاره کرد.
در اواخر دههٔ ۱۹۸۰ و اوایل دههٔ ۱۹۹۰ گروه ازریک تنتکلز*، با تلفیق سبکهای دیگرهمچون رگی و موسیقی نواحی شرق دور و خاورمیانه با اسپیس راک و حذف خواننده و ترانه از آهنگسازی، و تغییر ضرب و سرعت در آهنگ، فرم جدیدی ازاین سبک را ارائه داد. در اواخر دههٔ ۱۹۹۰ و اوایل قرن بیست و یکم نیز، گروههایی همچون پورکیوپاین تری* نو-من*، اورسوند اسپیس کالکتیو*، کوانتوم فنتای*، هایدریا اسپیس فولک* و کورای اوروم* در پیشبرد و گسترش این سبک نقش بسزایی ایفا کردند.

## پاورقی ها
1. ^  Pink Floyd
2. ^  Hawkwind
3. ^  Canterbury Scene
4. ^  Gong
5. ^  Steve Hillage
6. ^  Krautrock
7. ^  Ash Ra Tempel
8. ^  Ashra
9. ^  The Cosmic Jokers
10. ^  Brainticket
11. ^  Ozric Tentacles
12. ^  Porcupine Tree
13. ^  No-Man
14. ^  Örsund Space Collective
15. ^  Quantum Fantay
16. ^  Hidria Spacefolk
17. ^  Korai Örom